# フィリポによる福音書
『フィリポによる福音書』（―ふくいんしょ）または『ピリポによる福音書』は、1945年にエジプトで見つかったナグ・ハマディ写本に含まれていた初期キリスト教のグノーシス主義的な文書で、正典に取り入れられなかった外典の一つ。

## 概要
ナグ・ハマディ写本はコプト語で書かれている。もとは2世紀後半に東シリアで成立したと考えられている。
『フィリポによる福音書』と呼ばれているが、本文中に使徒の名前はフィリポしか登場しないので、そう呼ばれているだけである。
福音書とは言いながら、イエスの言行の記録は他のものに比べて少なく、話の一貫性もあまり備えない。初期キリスト教のグノーシス主義的な思想にもとづき箴言や戒め、論考などを記した抜粋集のような形式である。
マグダラのマリアに関して、イエスの伴侶と紹介され、イエスが彼女をすべての弟子たちよりも愛していたとの記述が話題を呼んでいる。
マグダラのマリアは2カ所で触れられている。（[]で囲んだところは欠損部を推定復元した部分）